# 크리스메리 산타나
크리스메리 도밍가 산타나 페게로(스페인어: Crismery Dominga Santana Peguero, 1995년 4월 20일~)는 도미니카 공화국의 역도 선수이다. 2020년 하계 올림픽에서 여자 헤비급 동메달을 획득했고 세계 선수권 대회에서 은메달 1개, 동메달 1개를 획득했다.